# Bahnstrecke Fier–Vlora
| Albanisches Streckennetz |                      |                                            |                                            |
| Streckenlänge: | 35,6 km              |                                            |                                            |
| Spurweite: | 1435 mm (Normalspur) |                                            |                                            |
| Streckenklasse: | C4                   |                                            |                                            |
| Maximale Neigung: | 13,6 ‰               |                                            |                                            |
| Minimaler Radius: | 540 m                |                                            |                                            |
| Streckengeschwindigkeit: | 40 km/h              |                                            |                                            |
| |                      |                                            |                                            |
| \| \| \| Bahnstrecke Rrogozhina–Fier von Rrogozhina \| \| \| \| 84,100 \| Fier \| Fier \| \| \| 84,750 \| Fier Güterbahnhof \| Fier Güterbahnhof \| \| \| \| Bahnstrecke Fier–Ballsh nach Ballsh \| \| \| \| 85,720 \| \| \| \| \| \| Kraftwerk Fier \| \| \| \| 87,580 \| Ölverladeanlage Driza \| Ölverladeanlage Driza \| \| \| 87,625 \| Tunnel Koshovica (786 m) \| Tunnel Koshovica (786 m) \| \| \| 93,813 \| Levan (früher Pers.-Halt) \| Levan (früher Pers.-Halt) \| \| \| \| Beton-Stelzenbrücke (840 m) \| \| \| \| 95,670 \| Vjosa (Brücke von Mifol, 290 m) \| Vjosa (Brücke von Mifol, 290 m) \| \| \| 100,360 \| Novosela (Pers.-Halt bis Jan. 1997) \| Novosela (Pers.-Halt bis Jan. 1997) \| \| \| \| Industrieanschluss \| \| \| \| 105,890 \| Skrofotina: Narta-Saline \| Skrofotina: Narta-Saline \| \| \| 114,000 \| Narta (nicht offiziell) \| Narta (nicht offiziell) \| \| \| \| \| \| \| \| 117,800 \| Ölhafen Vlora \| Ölhafen Vlora \| \| \| 116,269 \| Narta/Vlora Güterbahnhof \| Narta/Vlora Güterbahnhof \| \| \| 119,493 \| Vlora \| Vlora \| Quelle: |                      |                                            |                                            |
| Strecke (außer Betrieb) |                      | Bahnstrecke Rrogozhina–Fier von Rrogozhina | Bahnstrecke Rrogozhina–Fier von Rrogozhina |
| Betriebs-/Güterbahnhof Strecke bis hier außer Betrieb | 84,100               | Fier                                       | Fier                                       |
| Dienststation / Betriebs- oder Güterbahnhof | 84,750               | Fier Güterbahnhof                          | Fier Güterbahnhof                          |
| Abzweig geradeaus und ehemals nach links |                      | Bahnstrecke Fier–Ballsh nach Ballsh        | Bahnstrecke Fier–Ballsh nach Ballsh        |
| Abzweig geradeaus und nach links · Strecke von rechts | 85,720               |                                            |                                            |
| Strecke · Abzweig geradeaus und ehemals nach links |                      | Kraftwerk Fier                             | Kraftwerk Fier                             |
| Strecke · Betriebs-/Güterbahnhof Streckenende | 87,580               | Ölverladeanlage Driza                      | Ölverladeanlage Driza                      |
| Tunnel | 87,625               | Tunnel Koshovica (786 m)                   | Tunnel Koshovica (786 m)                   |
| ehemaliger Dienststation / Betriebs- oder Güterbahnhof | 93,813               | Levan (früher Pers.-Halt)                  | Levan (früher Pers.-Halt)                  |
| Brücke |                      | Beton-Stelzenbrücke (840 m)                | Beton-Stelzenbrücke (840 m)                |
| Brücke über Wasserlauf | 95,670               | Vjosa (Brücke von Mifol, 290 m)            | Vjosa (Brücke von Mifol, 290 m)            |
| Dienststation / Betriebs- oder Güterbahnhof | 100,360              | Novosela (Pers.-Halt bis Jan. 1997)        | Novosela (Pers.-Halt bis Jan. 1997)        |
| Abzweig geradeaus und ehemals nach links |                      | Industrieanschluss                         | Industrieanschluss                         |
| ehemaliger Dienststation / Betriebs- oder Güterbahnhof | 105,890              | Skrofotina: Narta-Saline                   | Skrofotina: Narta-Saline                   |
| ehemaliger Haltepunkt / Haltestelle | 114,000              | Narta (nicht offiziell)                    | Narta (nicht offiziell)                    |
| Strecke von links · Abzweig ehemals geradeaus und nach rechts |                      |                                            |                                            |
| Betriebs-/Güterbahnhof Streckenende · Strecke (außer Betrieb) | 117,800              | Ölhafen Vlora                              | Ölhafen Vlora                              |
| Dienststation / Betriebs- oder Güterbahnhof (Strecke außer Betrieb) | 116,269              | Narta/Vlora Güterbahnhof                   | Narta/Vlora Güterbahnhof                   |
| Kopfbahnhof Streckenende (Strecke außer Betrieb) | 119,493              | Vlora                                      | Vlora                                      |

Die Bahnstrecke Fier–Vlore ist eine 36 Kilometer lange Bahnstrecke in Albanien. Sie verbindet die Städte Fier und Vlora. Die Infrastruktur ist im Besitz des Staates. Die private Bahngesellschaft Albrail transportiert Erdöl auf dieser Strecke.

## Geschichte
Vlora erlangte als Industriestandort in der zweiten Hälfte des 20. Jahrhunderts stetig an Bedeutung. Auch der Hafen wurde ausgebaut. Eine Erweiterung des Streckennetzes bis Vlora bot sich an und stellte auch keine größeren Herausforderungen.
Der Bau der Strecke begann 1983 und Jahre erfolgte mit einfachsten Mitteln „wie 40 Jahre zuvor“ (Alqi Gjika: T669.net). Es waren vor allem „Freiwillige“ im Einsatz: Studenten und Schüler in organisierten Arbeitseinsätzen.
Die Bahnstrecke wurde in zwei Abschnitten erbaut. Im Januar 1985 wurde der Abschnitt Fier–Narta fertiggestellt und von Güterzügen befahren. Am 14. Oktober 1985 wurde der kurze Restabschnitt von Narte nach Vlora in Betrieb genommen und die Gesamtstrecke für den Personenverkehr freigegeben.
2011 wurde ein rund anderthalb Kilometer langes Industriegleis von Narta zum italienisch-albanischen Petrolifera-Terminal im Westen von Vlora in Betrieb genommen.
Im Februar 2015 wurden der Personen- und der Güterverkehr auf der Bahnstrecke eingestellt. Einzelne Anschlussgleise für die Industrie waren zu diesem Zeitpunkt schon zurückgebaut.
Mit einem unaufgeforderten Angebot präsentierte die 2016 gegründete Bahngesellschaft Albrail beim Ministerium für Verkehr und Infrastruktur einen Investitionsplan, der dann mit Unterstützung des italienischen Planungsfirma Italferr umgesetzt wurde. Albrail gewann mit ihrem Angebot die Konzession und unterzeichnete am 4. Februar 2016 einen 25-jährigen Vertrag mit dem Gegenstand „Konzession/Public Private Partnership (ROT – Rehabilitation, Operation and Transfer)“ für die Sanierung, den Betrieb und die Übertragung der Infrastruktur der Bahnstrecke mit dem Ministerium für Verkehr und Infrastruktur der Republik Albanien.
Albrail hat nach Vertragsabschluss zwischen 2017 und 2018 fast die komplette Strecke Fier–Vlora sowie die Infrastruktur an den Zwischenstationen und der Raffinerie in Fier saniert. In der Raffinerie wurde eine zweigleisige Verladestation für Kesselwagen gebaut, um den Rohöltransport von Fier zum italienisch-albanischen Petrolifera-Terminal in Vlora zu ermöglichen.
Im Dezember 2018 nahm Albrail den Betrieb in Richtung Vlora auf und steigerte dabei schrittweise das Transportvolumen nach Vorgaben des Kunden Bankers Petroleum Albania auf eine Transportmenge von mehr als 2000 Tonnen pro Tag. In den ersten fünf Jahren verkehrten 4000 Züge auf der Strecke.

## Verlauf
Der Strecke verläuft mehrheitlich durch das flache Gelände im Süden der Myzeqe-Ebene. Trotzdem galt es ein paar Hindernisse zu überwinden, so die südlich von Fier verlaufende Ausläufer der Hügel der Mallakastra.

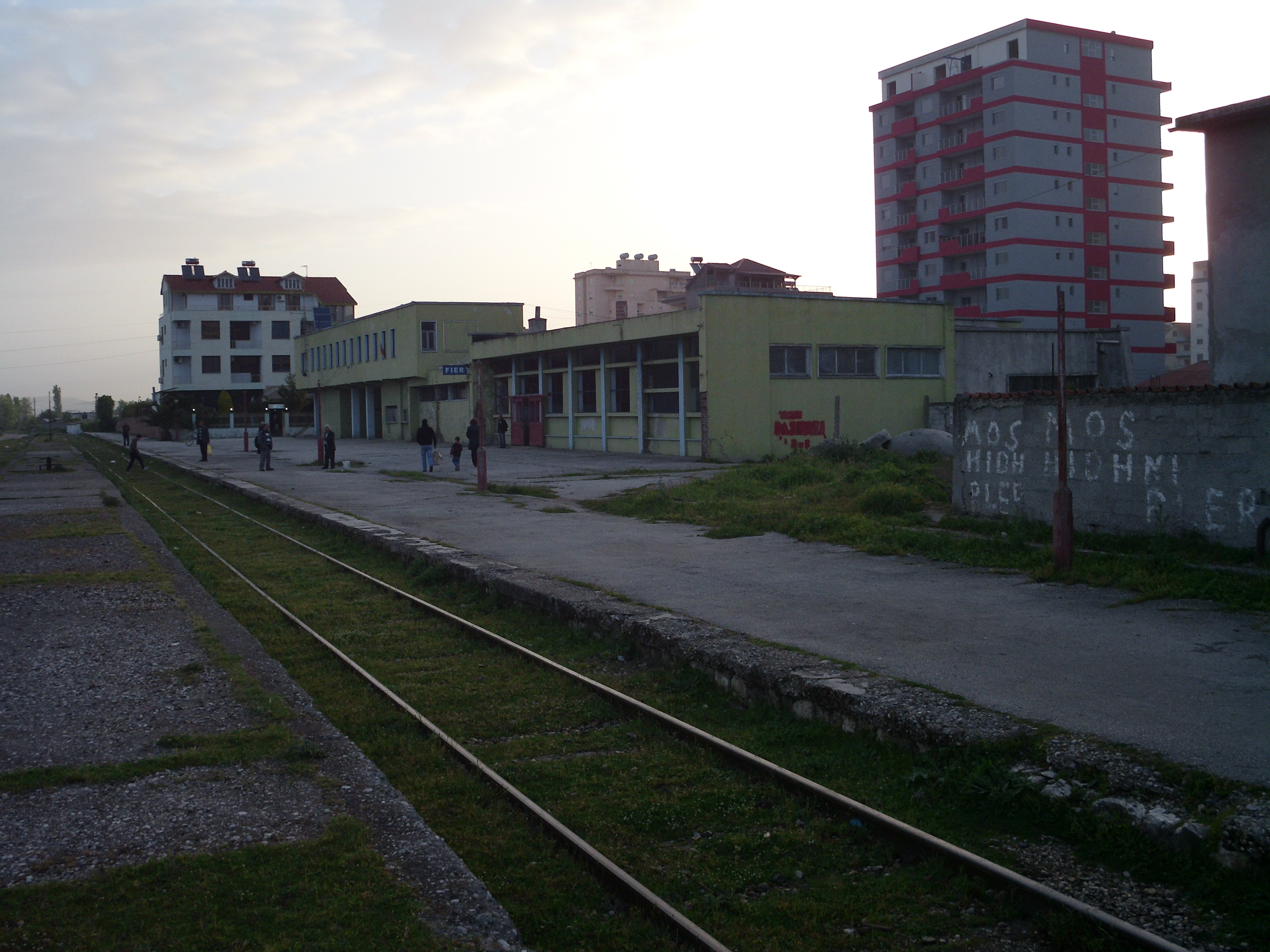
Bahnhof Fier frühmorgens

Die Strecke beginnt am Bahnhof Fier am westlichen Stadtrand. Sie setzt den Verlauf der Bahnstrecke Rrogozhina–Fier nach Süden fort, quert zuerst die Straße nach Apollonia und dann den Güterbahnhof von Fier. Danach zweigt zuerst die – ältere – Strecke nach Ballash ab, dann ein Stichgleis zu den Industrieanlagen am Südrand der Stadt. Die in den 1980er Jahren erbaute, 34 Kilometer lange Strecke begann an dieser Abzweigung.
Die Planer haben sich für einen Tunnel durch den Hügelzug entschieden, anstatt diesen westlich zu umfahren, was den Abschnitt nach Levan um mehr als das Dreifache verlängert hätte. Der Koshovica-Tunnel (albanisch Tuneli i Koshovicës) hat eine Länge von 786 Metern. Der Name leitet sich vom Koshovica-Pass (Qafa e Koshovicës; ca. 75 m ü. A.) ab. Gleich nach dem Tunnel wird die Trasse von der Rruga shtetërore SH8 gequert. Danach zieht sich die Strecke auf rund vier Kilometern nach Westen durch das recht enge Koshovica-Tal gegen Levan, meist direkt neben der Straße oberhalb des Samara-Baches, den sie kurz vor Levan zwei Mal quert. Danach geht es am Nordufer des Baches entlang durchs Ortszentrum.
Am Ortsausgang quert die Strecke den Vjosa-Levan-Fier-Bewässerungskanal und tritt in die Ebene an der Vjosa-Mündung ein. Der Bahnhof Levan befindet sich rund 700 Meter außerhalb des Orts. Gleich davor überführt eine Brücke die SH4. Auf einem fast fünf Kilometer langen Stück führt die Strecke nach Südwesten zum Fluss – parallel zur Nationalstraße, aber im Gegensatz zu dieser auf einem Damm und zwischendurch auf einer 840 Meter langen Brücke mit 126 Stützen. Bahndamm und Brücke ragen beide nur wenig aus der Flussebene hervor. Die lange Brücke wurde so schlecht gebaut, dass die Züge nur mit sehr reduzierter Geschwindigkeit passieren können und starke Schwingungen der Konstruktion auslösen. Nach einer Kurve gegen Süden geht es über die 285 Meter lange Brücke von Mifol. Die Brücke über die Vjosa überführt neben den Gleisen zugleich auch die Nationalstraße.
Der Bahndamm am Südufer des Flusses führt zuerst nach Südosten und dreht vor Novosela nach Südsüdost ab. Der ehemalige Bahnhof befand sich am südöstlichen Dorfrand. Heute besteht wie in Levan hier eine Ausweichstelle. In der Literatur wird noch ein Stichgleis erwähnt, das hier nach Osten abzweigte. Zwischenzeitlich bestanden Pläne, die Schmalspurstrecke von Selenica (Standort von Bitumen-Minen) hier mit dem Eisenbahnnetz zu verbinden. Einen Kilometer weiter beim Dorf Mifol dreht die Strecke nach Südsüdwest ab und kreuzt zugleich die SH8. Eine Brücke, die die Straße über die Gleise führen sollte, wurde nur kurzweilig vom Verkehr genutzt. Die Straße quert die Bahngleise südlich auf einem provisorischen Übergang. Da weder Straße noch Bahnstrecke heute viel Verkehr aufweisen, wird das Provisorium wohl lange Bestand haben.

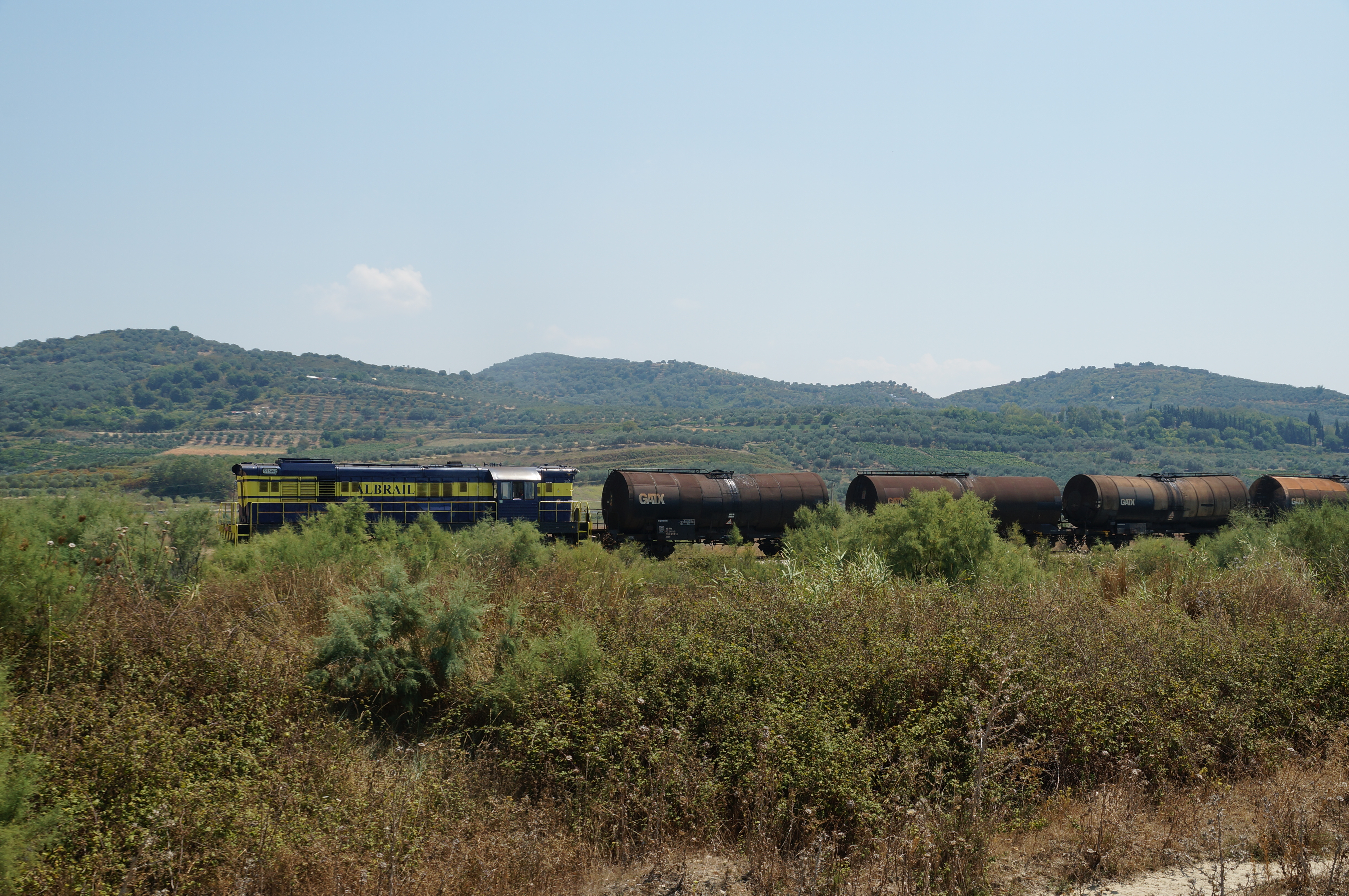
Zug von Albrail auf dem Weg nach Norden bei Skrofotina

Auf der weiteren Strecke nach Süden verläuft die Eisenbahn in der Ebene am Ostufer der Lagune von Narta, während die Nationalstraße weiter östlich dem Hügelfuß folgt und auch in die Hügel hineinführt. Im Gegensatz dazu verläuft die neue Autostrada A3 parallel zur Bahnstrecke. Bei Skrofotina wird das Nordende der Lagune erreicht. Hier befand sich ein Ladegleis der Saline, das dem Autobahnbau geopfert werden musste. Auch von der einstigen Feldbahn der Saline gibt es keine Anzeichen mehr. Nach weiteren sechs Kilometern in der Flachen ebene wird die Autobahn überführt. Am Nordrand von Narta wird ein kleiner Kanal gequert. Das Dorf wird im Westen passiert, die Strecke wendet sich nach Südosten der Stadt Vlora zu.

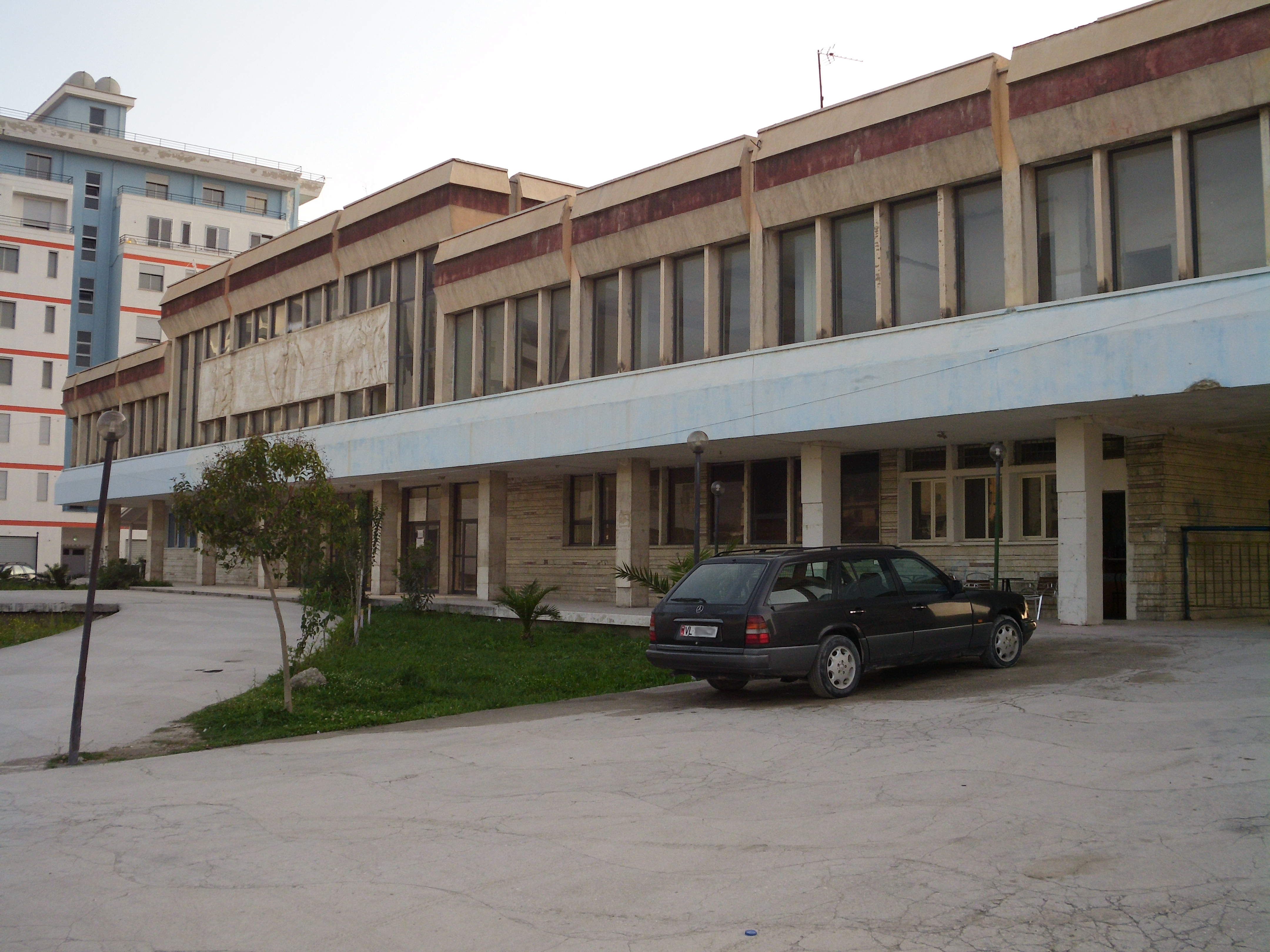
Kopfbahnhof Vlora, das Ende der Strecke

Nach der Passage eines kleinen Waldstücks (Pylli i Sodës) zweigt nach Süden das neue Anschlussgleis an den Ölhafen von Vlora ab, das diesen in einer s-förmigen Kurve erreicht. Das nicht sanierte Reststück der Strecke geht in den Güterbahnhof Narta über. Von hier aus war früher eine chemische Fabrik (Uzina e Sodës) angeschlossen. Nach dem Güterbahnhof folgen noch drei Kilometer nach Südwesten bis zum Bahnhof Vlora, dem südlichsten Punkt des albanischen Eisenbahnnetzes. Das recht groß angelegte Bahnhofgebäude am Westrand der Innenstadt liegt heute versteckt hinter Neubauten. Ein Anschluss zum Hafen soll geplant gewesen sein, wurde aber nie erbaut. Hierfür finden sich auch keine Anzeichen.

## Infrastruktur

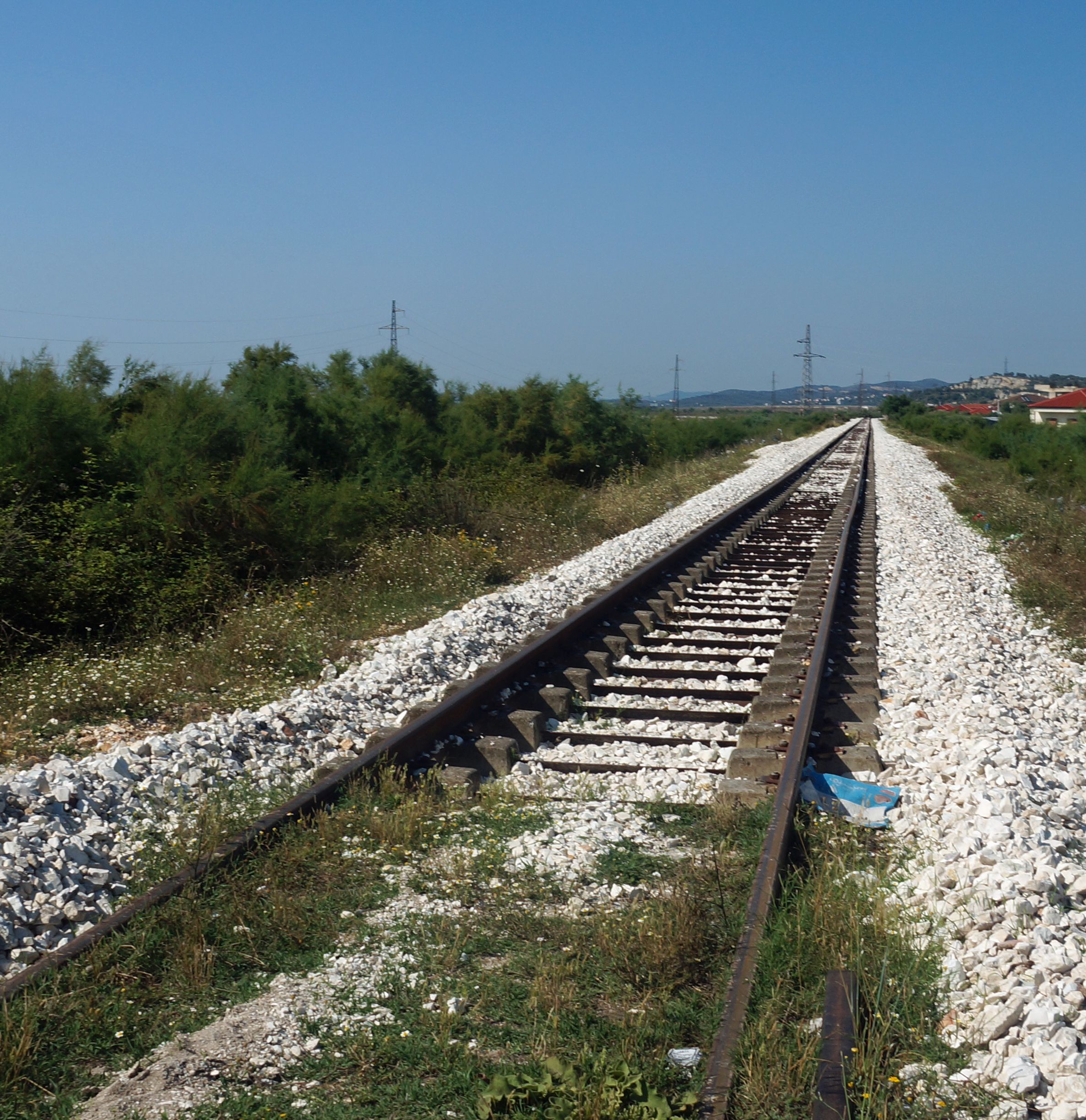
Sanierte Bahnstrecke bei Narta westlich von Vlora (2018)

Nach der Instandsetzung der Strecke durch Albrail bestehen nun in Fier ein bisher nicht genutzter Personenbahnhof mit zwei Gleisen und ein Güterbahnhof mit vier Gleisen sowie einem eingleisigen Werkstattgebäude. In Vlora wurde ein Güterbahnhof mit zwei Gleisen angelegt, der noch nicht wieder genutzte Personenbahnhof hat zwei Gleise. Der Bahnhof in Novosela mit zwei Gleisen ist für den Personenverkehr vorbereitet.
An der neu erbauten Ölverladeanlage Driza können auf zwei Gleisen jeweils zwei Kesselwagen gleichzeitig beladen werden.
Die maximale Zuglänge beträgt 500 Meter.
Es gibt kein modernes Signalsystem. Die Kommunikation innerhalb des Bahnhofs erfolgt über Funk, über längere Streckenabschnitte über Mobiltelefon. Die Weichen in den Bahnhöfen werden manuell gestellt.

## Zukunft
Die Strecke wurde bei der Sanierung für den Personenverkehr vorbereitet. Albrail prüft diese zukünftige Möglichkeit noch. Die Höchstgeschwindigkeit ist mit 60 km/h geplant.